# Juan Vallejo Corona
Pour les articles homonymes, voir Corona.
Juan Vallejo Corona, né le 7 février 1934 à Autlán (Jalisco, Mexique) et mort le 4 mars 2019, est un tueur en série américain d’origine mexicaine.
En 1971, il est reconnu coupable de vingt-cinq meurtres de travailleurs, dont les corps ont été retrouvés enterrés à une faible profondeur dans des vergers de ranchs fruitiers du comté de Sutter en Californie, le long de la rivière Feather, au nord de la ville de Yuba, où les victimes avaient été engagées pour effectuer du travail saisonnier.
À l'époque, ces crimes horribles représentent les pires meurtres commis par un tueur en série, et ils bouleversent les États-Unis. Selon le shérif local, le nombre de corps enterrés par Corona aurait été encore plus élevé.
Corona sera condamné vingt-cinq fois à la prison à vie en 1973. L'acquittement lui est refusé lors d'un second procès, en 1982, et il est ramené en prison pour purger le reste de sa peine.

## Biographie

### Jeunesse
Né à Autlán (Jalisco), Juan Vallejo Corona entre aux États-Unis pour la première fois en 1950. Après avoir franchi illégalement la frontière pour gagner la Californie, l’adolescent de seize ans y ramasse des carottes et des melons durant trois mois avant de déménager au nord, dans la vallée de Sacramento. Son demi-frère, Natividad Corona (1923-23 mai 1973), avait migré aux États-Unis en 1944 pour y travailler, et s’était établi à Marysville, que traverse la rivière Feather.
En mai 1953, sur la suggestion de Natividad, Corona déménage dans la région de Marysville, à proximité de la ville de Yuba, et trouve du travail dans un ranch local. Il épouse en premières noces Gabriella E. Hermosillo, le 24 octobre 1953, à Reno dans le Nevada. En 1959, il se remarie avec Gloria I. Morena, qui lui donnera quatre filles.
À la fin de décembre 1955, une inondation se produit sur les rivières Yuba et Feather, qui sera l’une des plus vastes et des plus dévastatrices de toutes celles enregistrées dans l’histoire du nord de la Californie. Des courants d’eau font céder la digue ouest et inondent plus de 390 kilomètres carrés, causant au passage la mort de trente-huit personnes. Corona reste marqué par la mort et la destruction causées par la catastrophe, et cela le plonge dans la dépression. Il s'imagine que tout le monde est mort dans l’inondation et qu’il vit dans un pays de fantômes.
Corona connaît un épisode de schizophrénie. Le 17 janvier 1956, Natividad le fait admettre contre son gré à l’hôpital d’état DeWitt à Auburn en Californie, où on lui diagnostique une « réaction schizophrénique, de type paranoïaque. » Il subit vingt-trois traitements de choc, avant d’être considéré comme guéri ; il n'est relâché que trois mois plus tard.
Corona est renvoyé au Mexique. Par la suite, il revient aux États-Unis muni d'une green card. À cette époque, il cesse de boire. En dehors de ses phases de schizophrénie et d'un tempérament violent, Corona est considéré comme un acharné au travail. En 1962, il est nommé responsable du personnel et est chargé d’engager des travailleurs pour faire fonctionner les ranchs fruitiers locaux.
Corona semble avoir des problèmes vis-à-vis de l'homosexualité masculine. Son demi-frère, Natividad, qui est homosexuel, est propriétaire du Café Guadalajara à Marysville. Tôt le matin du 25 février 1970, un jeune homme nommé José Romero Raya est brutalement attaqué avec une machette dans les toilettes du café. Il est découvert par des clients à 13 heures, frappé à la tête et au visage. Natividad appelle la police. Raya dépose plainte contre Natividad et obtient le droit à une indemnité de 250 000 $, ce qui pousse Natividad, qui veut éviter de payer, à vendre son café et à retourner au Mexique.
En mars 1970, Corona est de nouveau admis à l’hôpital d’État DeWitt pour se faire traiter. Un an plus tard, en mars 1971, il introduit pour la première fois une demande pour obtenir une aide financière, vu qu'il y avait un peu de travail de disponible dans les ranchs ou les fermes. Sa demande est cependant rejetée, car il possède trop de biens, notamment deux maisons, et un peu d’argent à la banque.

### Découverte des victimes
Le 19 mai 1971, un propriétaire de ranch d'origine japonaise dénommé Goro Kagehiro fait la tournée de son verger de pêchers situé non loin de Yuba, et il remarque un trou fraîchement creusé, faisant approximativement sept pieds de long et trois pieds et demi de profondeur. La nuit même, il revient, et trouve le trou rebouché. Il s'imagine que quelqu’un a enseveli des déchets sur sa propriété, et prend alors contact avec la police. Au matin du 20 mai, des adjoints du shérif se rendent sur les lieux et font procéder à des excavations. Au lieu d'immondices, ils découvrent le cadavre fraîchement abattu d’un Américain de couleur blanche, âgé d'une quarantaine d'années, identifié par la suite comme étant un certain Kenneth Whitacre. Il apparaîtra que Whitacre, un vagabond, a été sodomisé avant d'être poignardé à mort. Sa tête a été coupée à la machette. Dans la poche arrière de son pantalon, on découvre une publication gay à caractère pornographique.
Quatre jours plus tard, des travailleurs d'un autre ranch fruitier non loin de Jack Sullivan rapportent avoir trouvé une zone de terre affaissée. C'est sur ce deuxième site macabre qu'on exhume le corps de Charles Fleming, soixante-sept ans. Avant même que ce dernier ne soit identifié par les experts, une autre tombe est découverte, puis une autre. Les environs sont alors explorés et, rapidement, les corps d'autres victimes sont retrouvés. Toutes, sauf deux, sont de race blanche. Il s'agit d'hommes d'âge moyen ou plus vieux, pour la plupart des alcooliques, des travailleurs menant une vie anonyme.
Les victimes ont été poignardées et ont eu la tête mutilée avec une machette, Toutes portent une piqûre profonde à la poitrine et deux barres obliques dessinant une croix à l'arrière de leur crâne. Elles sont enterrées la tête vers le ciel, les bras étirés au-dessus de leurs têtes et leurs chandails tirés par-dessus le visage. Quelques-unes ont leur pantalon baissé.
L'enquête montrera que les hommes ont tous été assassinés sur une période de six semaines, soit une moyenne d’un meurtre toutes les quarante heures. Des documents portant le nom de Juan Corona seront retrouvés dans quelques-unes des tombes.

### Éléments de preuve
C'est Juan Corona qui avait fourni les travailleurs aux ranchs où les victimes seront découvertes. Lui-même logeait bon nombre de ses recrues dans une maison à couchettes du ranch Sullivan, où la plupart des corps seront retrouvés.
Dans une tombe, les policiers trouvent deux reçus pour de la viande signés par Corona. Dans deux autres, ce sont des reçus imprimés chiffonnés, portant le nom et l’adresse de Corona, qui sont découverts. Ces éléments de preuve feront prendre à l'enquête un tournant décisif.
Des témoins affirmeront plus tard à la police que quelques-unes des victimes avaient été vues dans le pick-up de Corona.
À l'aube du 26 mai 1971, la police pénètre dans la maison de Corona à Yuba avec un mandat de perquisition et procède à son arrestation. À son domicile sont découverts d'autres éléments suggérant son implication dans les meurtres et pouvant servir à sa condamnation, notamment deux couteaux ensanglantés, une machette, un pistolet, et des vêtements également ensanglantés. On trouve aussi un registre dans lequel sont consignés des dates et trente-quatre noms, parmi lesquels figurent ceux de sept des victimes connues. Le procureur se réfèrera à ce registre comme à une « liste mortelle », une liste noire, contenant les dates auxquelles les hommes auraient été tués.

### Procédures légales
Corona eut droit à l’aide légale des États-Unis et à un avocat commis d'office, Roy Van den Heuvel, qui engagea plusieurs psychiatres pour réaliser une évaluation psychiatrique. Bien que le shérif, Roy Whiteaker, affirmât que le prisonnier n’était pas en danger immédiat ou apparent de ces codétenus, Corona fut transféré à la nouvelle et plus grande prison de comté à Marysville le 30 mai 1971, pour des raisons de sécurité.
Le 2 juin, Corona fut retourné au comté de Sutter pour la lecture de l’acte d’accusation, qui était fermée au public et aux médias. Une réclamation d’innocence fut énoncée et une date fut fixée pour l’audience préliminaire de Corona.
Quand les recherches furent terminées le 4 juin, un total de 25 victimes masculines avait été découvertes. Quatre d’entre elles n’étaient pas identifiées. Whiteaker dit qu’il croyait qu’encore plus de corps auraient pu être enterrés dans la région.
Le 14 juin, Van den Heuvel fut remplacé par l'avocat Richard Hawk. En contrepartie de la représentation légale, une entente eut lieu, octroyant à Hawk l’exclusivité sur les droits de propriété de l’histoire de vie de l’accusé en matière de littérature et d'adaptations télévisuelles, incluant les procédures contre lui. Sous l’entente, Corona laissa les privilèges avocat-client. Peu après avoir pris la défense, et avant même d’avoir vu les rapports médicaux de Corona, Hawk décida de plaider non coupable pour cause de folie et congédia les psychiatres.
Corona se plaignit de douleur à la poitrine dans sa cellule à Yuba, le 18 juin, et fut amené à l’hôpital où il lui fut diagnostiqué une attaque cardiaque mineure. Le grand juré déposa vingt-cinq chefs d’accusation de meurtre contre lui le 12 juillet. Au début d’août 1971, Corona fut hospitalisé encore une fois après s’être plaint de douleur à la poitrine et disant qu’il n’avait pas été en mesure de dormir à cause de cela.

### Procès
Cela prit plus d’une année après que les meurtres furent découverts pour que le cas contre Corona en vienne au procès. La cour suprême de la Californie annula la peine capitale le 18 février 1972, la considérant inconstitutionnelle, cruelle et peu commune. Ainsi, il ne s’agira pas d’un cas capital. Hawk réussi à obtenir un changement d’emplacement du comté de Sutter au comté de Solano.
Le procès débuta le 11 septembre 1972, au tribunal de Fairfield en Californie, plus d’une heure de la ville de Yuba. La sélection du jury prit plusieurs semaines, et le procès lui-même un autre trois mois.
Bien que Corona nia sa culpabilité, il ne fut pas appelé à témoigner pour sa propre défense et aucun des témoins de la défense ne fut appelés. Le jury délibéra pendant 45 heures et donna un verdict le 18 janvier 1973, jugeant Corona coupable de meurtre au premier degré pour les 25 comptes d’accusations. Le juge, Richard Patton, condamna Corona à 25 termes de prison à vie consécutifs, sans possibilité de libération conditionnelle. En dépit qu’il fût condamné à autant de termes consécutifs, le département de correction de la Californie dit que Corona sera éligible pour une libération conditionnelle dans sept ans, cita la section 669 du code pénal californien, mandatant que lorsqu’un crime est puni par l’emprisonnement à vie, avec ou sans possibilité de libération conditionnelle, alors toutes les peines devaient être fusionnées.
Corona fut d’abord incarcéré à la faculté de médecine de la Californie à Vacaville, à 14,5 kilomètres de Fairfiels, en raison de problème cardiaque. Le 6 décembre 1973, il fut poignardé à 32 reprises dans sa cellule parce qu’il avait bousculé un autre prisonnier dans un corridor et ne lui avait pas demandé pardon. Il est énucléé de l'œil gauche. Des cinq hommes questionnés, incluant celui impliqué dans l’incident, un fut identifié comme le partenaire sexuel de l’homme, et trois condamnés identifiés comme des amis du partenaire, quatre furent accusés d’assaut avec armes dangereuses.
Il fut transféré à la faculté de formation correctionnelle (FFC) à Soledad en Californie. Au début de janvier 1974, la femme de Corona, Gloria, demanda le divorce à Fairfiels.

### Second procès
Le 18 mai 1978, la condamnation de Corona fut retournée par la cour d’appel de la Californie, qui tint une pétition par son avocat de la défense, Terence Hallinan, déclarant que son équipe initiale avait été incompétente. Ils n’avaient pas mis la schizophrénie comme un facteur mitigeant ou plaidé la défense de folie. Un nouveau procès fut ordonné.
Le second procès débuta le 22 février 1982 à Hayward en Californie. La défense de Corona posa en principe que le vrai meurtrier des travailleurs du ranch était probablement Natividad Corona qui avait été accusé de l’attaque envers Romero Rava à son café à Marysville, et qui, après avoir perdu dans la poursuite de Rava, était reparti dans son Mexique natif. Natividad était décédé huit ans auparavant à Guadalajara à Jalisco.
Cette fois, plus de cinquante témoins de la défense furent appelés au tribunal par Hallinan. Corona fut appelé pour sa propre défense. Il posa deux questions, par l’entremise d’un interprète. « Comprenez-vous que l’État vous a accusé d’avoir tué vingt-cinq hommes? » « Oui, » répondit Corona de façon presque inaudible. « Avez-vous quelque chose à voir avec le meurtre de ces hommes? » « Non, » répondit Corona. Hallinan dirigea alors Corona vers le procureur, Ronald Fahey, pour la contre-interrogation. Les avocats de l'accusation, effrayés, demandèrent un bref arrêt afin de reprendre leurs esprits et préparer plus de 630 objets pour leur contre-interrogatoire. Plus tard, Fahey questionna Corona à propos de divers véhicules qu’il utilisait au ranch où il travaillait et vivait, dans lesquels des armes furent trouvées.
Le procès dura sept mois. Corona fut condamné de nouveau pour les crimes le 23 septembre 1982, et retourna en prison car cette stratégie n'avait pas convaincu le jury, qui délibéra pendant 54 heures sur une période de deux semaines, de son innocence. Après coup, l’agent de maîtrise dit à la presse que la pièce de conviction incriminant le plus Corona était son registre de travail, pour lequel l’accusé n’avait « aucune explication raisonnable. » Il dira que le jury avait écarté la théorie de la défense faisant de Natividad le coupable des meurtres. « Il n’était pas assez souvent à Marysville pour avoir commis ce volume de meurtres, » dit-il.
Juan Corona fut transféré du FFC à Soledad à la prison d’État de Corcoran, toujours en Californie à , en 1992.